# ياو (قومية)
الياو هم شعب من الشعوب الصينية الذي يتواجد أيضا في الفيتنام وتايلندا ولاوس. في الصين يبلغ عددهم حوالي 3.1 مليون نسمة. يتحدث الياو مياو ياو، تاي كاداي، لغة صينية، لغة فيتنامية، يمارس الياو في عباداتهم الإحيائية بالإضافة إلى الطاوية وأقلية صغيرة منهم تعتنق المسيحية.